# Mario Suško
Mario Suško  (Sarajevo, 17. prosinca 1941. – New York City, ožujak 2025.) bio je hrvatski pjesnik i esejist, prevoditelj s engleskoga i na engleski jezik iz BiH, dopisni član HAZU.

## Životopis
Mario Suško rođen je u Sarajevu 1941. godine. Osnovno i srednje obrazovanje završio je u Sarajevu. Filozofski fakultet (engleski jezik i filozofija) pohađao je u Sarajevu, Zagrebu i u New York Cityju na State University of New York, gdje je magistrirao i doktorirao na odjelu za anglistiku. Predavao je književnost i jezikoslovlje na State University i Nassau Com. College od 1970. do 1976. godine. Dopisnim članom Hrvatske akademije znanosti i umjetnosti postao je 2012. godine. Iste godine godine proglašen je Longislandskim pjesnikom godine, a od 2013. do 2015. godine imenovan je pjesnikom laureatom Nassauske županije.

## Djela
Nepotpun popis:
- Prvo putovanje, (pjesme), 1965.
- Drugo putovanje ili patetika uma, (pjesme), 1968.
- Fantazije, (pjesme), 1970.
- Preživljavanje, (pjesme), 1974.
- Ispovijesti, (pjesme), 1976.
- Skladbe i odsjevi, (pjesme), 1977.
- Duh i glina, (eseji), 1978.
- Zemljoviđenje, (pjesme), 1980.
- Gravitacije 41, (pjesme), 1982.
- Poezija, (izbor), 1984.
- Izabrane pjesme, V. Masleša, Sarajevo, 1986.
- Physika Meta, (pjesme), 1989.
- Knjiga izlaska, (pjesme), 1991.
- Priručnik za poeziju, (pjesme), 1994.
- Majka, cipele i ine smrtne pjesme, (pjesme), 1997.
- Versus Exsul, (pjesme), 1999.

## Nagrade
- 2015.: Goranov vijenac[2]